# Выборы президента Республики Татарстан (2020)
Очередные выборы президента Республики Татарстан состоялись в Республике Татарстан 13 сентября 2020 года в единый день голосования.
На 1 июля 2020 года в Республике Татарстан было зарегистрировано 2 937 257 избирателей.

## Ход выборов
12 июля 2020 года республиканский ЦИК завершил процедуру регистрации кандидатов на выборы президента Татарстана. Претендентами на пост главы региона стали: действующий президент президент Татарстана Рустам Минниханов, выдвинутый «Единой России»; координатор местного отделения ЛДПР Владимир Сурчилов; глава отделения «Справедливой России» партии и депутат Госсовета Альмир Михеев; депутат республиканского парламента Олег Коробченко — от Партии роста и первый секретарь регионального комитета «Коммунистов России» Альфред Валиев. КПРФ отказалась выдвигать своего кандидата на выборах президента; первый секретарь Татарстанского регионального отделения КПРФ Хафиз Миргалимов отметил, что их кандидат не смог бы победить Минниханова ввиду его высокого авторитета в регионе.
Всем пятерым кандидатам удалось преодолеть «муниципальный фильтр». 24 июля удостоверения кандидата получил Рустам Минниханов, 1 августа — остальные четыре претендента.

## Кандидаты
| Кандидат | Кандидат                      | Деятельность/должность (на момент выдвижения) | Субъект выдвижения    | Статус          | Кандидаты в Совет Федерации |
| -------- | ----------------------------- | --- | --------------------- | --------------- | --- |
|          | Альфред Ракибович Валиев      | первый секретарь комитета регионального отделения партии «Коммунисты России», директор ООО «Управляющая компания „УНЫШ“»                                                                                         | «Коммунисты России»   | зарегистрирован | - Сергей Абмаев, предприниматель - Сергей Зайцев, временно неработающий - Василий Новиков, временно неработающий |
|          | Олег Владимирович Коробченко  | депутат Государственного Совета Республики Татарстан, генеральный директор ООО «Кориб» | Партия Роста          | зарегистрирован | - Марат Бухараев, самозанятый - Сергей Майоров, председатель совета директоров ООО «Набережночелнинский литейно-механический завод Магнолия» - Руслан Нигматулин, генеральный директор ООО «РАВИ»                                                      |
|          | Рустам Нургалиевич Минниханов | действующий президент Татарстана | «Единая Россия»       | зарегистрирован | - Рафис Бурганов, министр образования и науки Республики Татарстан - Ленар Сафин, министр транспорта и дорожного хозяйства Республики Татарстан - Александр Терентьев, руководитель департамента президента Татарстана по вопросам внутренней политики |
|          | Альмир Александрович Михеев   | депутат Государственного Совета Республики Татарстан, директор ООО «Инновационно-внедренческий центр „Анатомика“»                                                                                                | «Справедливая Россия» | зарегистрирован | - Максим Муковнин, руководитель общественной приёмной татарстанского отделения «Справедливой России» - Артур Сабирьянов, генеральный директор ООО «Агромикс» - Ильнар Сираев, генеральный директор ООО «Нефть-НК»                                      |
|          | Владимир Валерьевич Сурчилов  | координатор регионального отделения партии ЛДПР, депутат Совета Нармонского сельского поселения Лаишевского муниципального района Республики Татарстан, помощник депутата Государственной Думы Михаила Дегтярёва | ЛДПР                  | зарегистрирован | - Марсель Габдрахманов, временно неработающий - Александр Егоров, специалист ООО «Агроторг» - Тимур Спиридонов, аппаратчик ПАО «Казаньоргсинтез» |

## Результаты выборов
Явка на выборах президента Республики Татарстан 2020 года составила 78,78 % из внесенных в списки 2,95 млн человек. Победу на них одержал Рустам Минниханов, за которого проголосовало 1,93 млн человек или 83,2 % избирателей. Второго результата добился Альмир Михеев, с результатом 4,93 %. Третье место досталось Альфреду Валиеву, набравшему 4,64 %. Четвертое — Олегу Коробченко, за него проголосовало 3,58 %. Пятое — Владимиру Сурчилову, который набрал 2,84 %.
| Место                       | Место                       | Кандидат                    | Партия                      | Голосов   | %       |
| --------------------------- | --------------------------- | --------------------------- | --------------------------- | --------- | ------- |
|                             | 1.                          | Рустам Минниханов           | Единая Россия               | 1 930 355 | 83,27 % |
|                             | 2.                          | Альмир Михеев               | Справедливая Россия         | 114 309   | 4,93 %  |
|                             | 3.                          | Альфред Валиев              | Коммунисты России           | 107 501   | 4,64 %  |
|                             | 4.                          | Олег Коробченко             | Партия Роста                | 82 959    | 3,58 %  |
|                             | 5.                          | Владимир Сурчилов           | ЛДПР                        | 65 947    | 2,84 %  |
| Действительных бюллетеней   | Действительных бюллетеней   | Действительных бюллетеней   | Действительных бюллетеней   | 2 301 071 | 99,26 % |
| Недействительных бюллетеней | Недействительных бюллетеней | Недействительных бюллетеней | Недействительных бюллетеней | 16 988    | 0,74 %  |
| Всего                       | Всего                       | Всего                       | Всего                       | 2 318 059 | 100 %   |
|                             |                             |                             |                             |           |         |
| Явка                        | Явка                        | Явка                        | Явка                        | 2 318 059 | 78,78 % |
| Число избирателей           | Число избирателей           | Число избирателей           | Число избирателей           | 2 945 314 | 100 %   |